# تأثير فاراداي
في الفيزياء أثر فاراداي أو دوران فاراداي هي ظاهرة ضوء مغناطيسية حيث يتفاعل المجال المغناطيسي مع الضوء المستقطب خطيا (الاستقطاب الخطي) ممايؤدي إلى دوران محاورالاستقطاب (أثر فاراداي).
في عام 1845 اكتشف فاراداي هذه الظاهرة، وكان أول دليل تجريبي يربط بين الضوء والمغناطيسية فيما فسر فيما بعد بالظاهرة الكهرومغناطيسية، 

الأساس النظري لالإشعاع الكهرومغناطيسي (يتضمن الضوء المرئي) أكمله جيمس ماكسويل في عام 1860 و1870.
يحدث هذا الأثر في المواد العازلة الشفافة بمافي ذلك السوائل تحت تأثير المجال المغناطيسي.
يعمل أثر فاراداي على انتشار الاضطراب يمينا ويسارا بسرعات مختلفة قليلاً، ويسمى بالانكسار الدائري للضوء، يمكن أن يتحلل الضوء المستقطب خطيا إلى عنصري الاستقطاب الدائري بتغير نسبي في الطور.

## تطبيقات مبنية على أثر فاراداي
1. قياس طاقة دوران الضوء
2. استشعار المجال المغناطيسي
3. أساس العوازل البصرية
4. يستخدم أيضا في تطبيقات الليزر وكذلك الإتصالات البصرية

## الصيغة الرياضية

زاوية الدوران في أثر فاراداي

يمكن حساب زاوية دوران الاستقطاب βمن العلاقة التالية :
{\displaystyle \beta ={\mathcal {V}}Bd}
حيث أن:

B كثافة المجال المغناطيسي مقاسه بالتسلا
{\displaystyle {\mathcal {V}}} ثابت فيرديت
d طول العينة الشفافة ولتكن زجاج صوان
يأخذ ثابت فيرديت قيم إيجابية عندما يكون اتجاه زاوية الدوران عكس اتجاه عقارب الساعة وموازيا لمجال المغناطيسي
ويكون ذو قيم سلبية إذا تحقق العكس.

## دوران فاراداي بين النجوم
تنتج هذه الظاهرة بناء على تأثير الإلكترونات الحرة ويمكن توصيفها باختلاف معامل الانكسار بواسطة مستقطبين دائريين , وعلى العكس من ذلك فإن أثر فاراداي في المواد الصلبة والسائلة يعتمد على (λ)الطول الموجي
{\displaystyle \beta =\mathrm {RM} \lambda ^{2}\,}
RM القوة الكلية لأثر فاراداي
يعتمد الدوران بين النجوم على المجال المغناطيسي الموازي ||B وكثافة الإلكترونات n e، فيكون التناوب (وحدات نظام وحدات سنتيمتر غرام ثانية)
{\displaystyle \mathrm {RM} ={\frac {e^{3}}{2\pi m^{2}c^{4}}}\int _{0}^{d}n_{e}(s)B_{||}(s)\;\mathrm {d} s,}
أو بوحدات (SI)
{\displaystyle \mathrm {RM} ={\frac {e^{3}}{8\pi ^{2}\varepsilon _{0}m^{2}c^{3}}}\int _{0}^{d}n_{e}(s)B_{||}(s)\;\mathrm {d} s\approx (2.62\times 10^{-13}\,T^{-1})\,\int _{0}^{d}n_{e}(s)B_{||}(s)\;\mathrm {d} s,}
حيث أن:
||Bالمجال المغناطيسي الموازي
n eكثافة الإلكترونات
e شحنة الإلكترون
c سرعة الضوء
m كتلة الإلكترون
ε'0 سماحية الفراغ
ولأثر فاراداي أهمية عالية حيث يمكن قياس المجال المغناطيسيي في الفلك ,من خلال تقدير مقياس الدروان وكثافة الإلكترونات ,في حالة النجوم النابضة يمكن معرفته بمعرفة مقياس التشتت
وبشكل خاص يمكن قياس دوران فاراداي برصد الإشارات المستقطبة خارج المجرة

## دوران فاراداي في الأيونوسفير
موجات الراديو التي تمر خلال الغلاف الجوي المتأين لتصل إلى الأرض تخضع لقانون فاراداي حيث تحتوي طبقة الأيونوسفير على البلازما (الإلكترونات الحرة)

وكلك يوجد نسبة كبيرة من الأيونات الموجبة لها أثر واضح في تزامن الحقل المغناطيسي مع موجات الراديو المتناوبة ممايؤدي إلى استقطابها ,

وهذا التأثير يختلف بالاختلاف اليومي في كثافة الإلكترونات في طبقة الإييونوسفير وكذلك دورة البقع الشمسية , وحيث أن أثر فاراداي يعتمدعلى مربع الطول الموجي عند ترددات عالية 500 ميغاهيرتز (60 cm= λ) 

وقد يحدث عدة دورات كاملة للمحاور مما يؤدي إلى نشوء استقطابين لاسلكيين هما الاستقطاب العامودي والأفقي